# 宮長雅人
宮長 雅人（みやなが まさと、1954年（昭和29年）9月12日 - ）は、日本の銀行家であり、実業家である。岡山市に本店を置く中国銀行の第9代頭取を務めた。現職としてちゅうぎんフィナンシャルグループ会長を務める。岡山県新見市出身。

## 経歴

### 生い立ち
1954年（昭和29年）岡山県新見市高尾の宮長家に出生する。その後、地元の高校を経て、早稲田大学法学部へ進学する。1977年（昭和52年）3月、同大学を卒業する。

### 銀行家として
早大卒業後、すぐに中国銀行へ入行する。入行後、キャリアを積み1999年（平成11年）6月、44歳のとき田ノ口支店長となる。その後、2003年（平成15年）6月に福山支店長を経て、2005年（平成17年）6月、50歳で取締役融資部長となる。2007年（平成19年）6月には、常務取締役となり、2011年（平成23年）6月、56歳で永島旭の後を継ぎ取締役頭取へ就任する。
中銀のトップとなった宮長は、在任中に会社の改革を行っている。その一つに、2017年4月、10年の長期経営計画「Vision2027」を発表し、10年後の2027年度（令和9年）までに銀行の事務作業量を2016年度比で4割削減する方針とした。タブレット端末の導入やペーパーレス化で業務効率化を推進する。それにより、余った人手でより高付加価値の営業やコンサルティング業務、新事業担当などに振り向け、より地域に根ざした活動を行うと発表した。
2019年（令和元年）6月、64歳で同行の会長職へ就任し、頭取を退任する。頭取後任は、加藤貞則が就任した。この後、宮長は、ちゅうぎんフィナンシャルグループの設立を目指し、2022年（令和4年）9月15日、金融庁が設立認可する。10月3日に持株会社（単独株式移転による完全親会社）として設立し、宮長が初代会長として就任する。
この他にも、宮長は、2011年に岡山経済同友会へ入会し、2018から2023年まで代表幹事を務め、岡山商科大学・社会総合研究所後援会の理事を2014年から現在まで務めている。